# Daemonorops periacantha
Daemonorops periacantha är en enhjärtbladig växtart som beskrevs av Friedrich Anton Wilhelm Miquel. Daemonorops periacantha ingår i släktet Daemonorops och familjen Arecaceae. Inga underarter finns listade i Catalogue of Life.